# Internationella rehabiliteringsrådet för tortyroffer
Internationella rådet för rehabilitering av tortyroffer (IRCT) är en oberoende, internationell hälso- och sjukvårdsorganisation som främjar och stödjer rehabilitering av tortyroffer och arbetar för att förebygga tortyr över hela världen.
Baserat i Danmark är IRCT en paraplyorganisation för över 170 oberoende organisationer i 77 länder (2025) som behandlar och hjälper tortyröverlevande och deras familjer. De förespråkar holistisk rehabilitering för alla offer för tortyr, vilket kan innefatta hjälp med juridik, skadestånd och medicinsk, psykologisk och psykosocial rådgivning. IRCT gör detta genom att stärka deras medlemmarnas egna förmågor, verka för en bättre politisk miljö för tortyroffer och sprida kunskap om frågor som rör rehabilitering av tortyroffer. Yrkesutövare vid IRCTs rehabiliteringscenter och program  behandlar 100 000 tortyröverlevare årligen. Målet med rehabiliteringen är att tortyröverlevare ska kunna återgå till ett så fullvärdigt liv som möjligt. 1988 fick IRCT, tillsammans med grundaren Inge Genefke, Right Livelihood Award "för att ha hjälpt dem vars liv har krossats av tortyr att återfå sin hälsa och personlighet."

## Historia
Arbetet började 1973 med lanseringen av en kampanj av Amnesty International för att hjälpa och diagnostisera tortyroffer. Vid den här tiden var mycket lite känt om tortyrmetoder eller de fysiska eller psykosociala konsekvenserna för tortyroffer. Den första AI-gruppen som startade detta arbete grundades i Danmark 1974 och bestod av fyra frivilliga läkare. Denna grupp ingick i ett nätverk av cirka 4 000 läkare från 34 länder över hela världen. Ett resultat var inrättandet 1978 av den första medicinska internationella arbetsgruppen för att ta itu med rehabilitering av tortyroffer, och det första internationella medicinska seminariet om tortyr, Brott mot mänskliga rättigheter – Tortyr och det medicinska yrket, i Aten, Grekland.  1979 fick den danska läkargruppen lov att ta in och undersöka tortyroffer vid Köpenhamns universitetssjukhus. Tre år senare grundades Rehabiliterings- och forskningscentret för tortyroffer (RCT) i Köpenhamn av Dr. Inge Genefke, MD, som en egen organisation med egna lokaler. 1985 grundades IRCT. 2010 firade IRCT sitt 25-årsjubileum.